# 검은머리카푸친
검은머리카푸친(Sapajus apella)은 남아메리카에 사는 신세계원숭이의 일종이다. 갈색카푸친 또는 갈색꼬리감기원숭이, 갈색꼬리감는원숭이 로도 불린다. 전통적인 정의에 의하면, 검은머리카푸친은 신열대구에 가장 광범위하게 분포하는 영장류의 하나로 알려져 있었지만, 최근에는 그 영장류들은 별도의 종으로써 검은줄무늬카푸친, 검은카푸친 그리고 황금배카푸친이며, 검은머리카푸친은 아마존 분지와 그 인근 지역에 제한적으로만 분포하는 것으로 보고 있다.
검은머리카푸친은 잡식성 동물로, 흔히 과일과 무척추동물을 먹지만 가끔은 작은 척추동물(예를 들어, 도마뱀류와 새의 새끼들)과 기타 식물 등을 먹이로 취한다. 습기가 있는 열대 및 아열대의 광엽수림과 건조한 숲 그리고 2차림 등, 다양한 환경에서 발견될 수 있다. 다른 카푸친 원숭이들처럼 8 마리에서 15 마리씩 집단을 형성하여 군집 생활을 하는 동물로, 이 집단은 한 마리의 우두머리 또는 지배적인 수컷이 이끌어 간다. 10여마리 정도의 가족단위로 생활하며 남아메리카에 서식하는 원숭이 중에서 가장 영리한 종이다. 낯익은 길로만 다니는 버릇이 있으며 항상 숲의 윗부분만을 찾아 다니고 해발 1600m이상의 고지에서도 산다. 천적은 재규어와 퓨마, 대형 맹금류이다. 알라딘에서 알라딘과 함께사는 원숭이인 아부가 바로 검은머리카푸친이다.

## 아종
- 기아나갈색카푸친 (S. a. apella)
- S. a. fatuellus
- 큰머리카푸친 (S. a. macrocephalus)
- 마가리타섬카푸친 (S. a. margaritae)
- S. a. peruanus
- S. a. tocantinus

## 사진

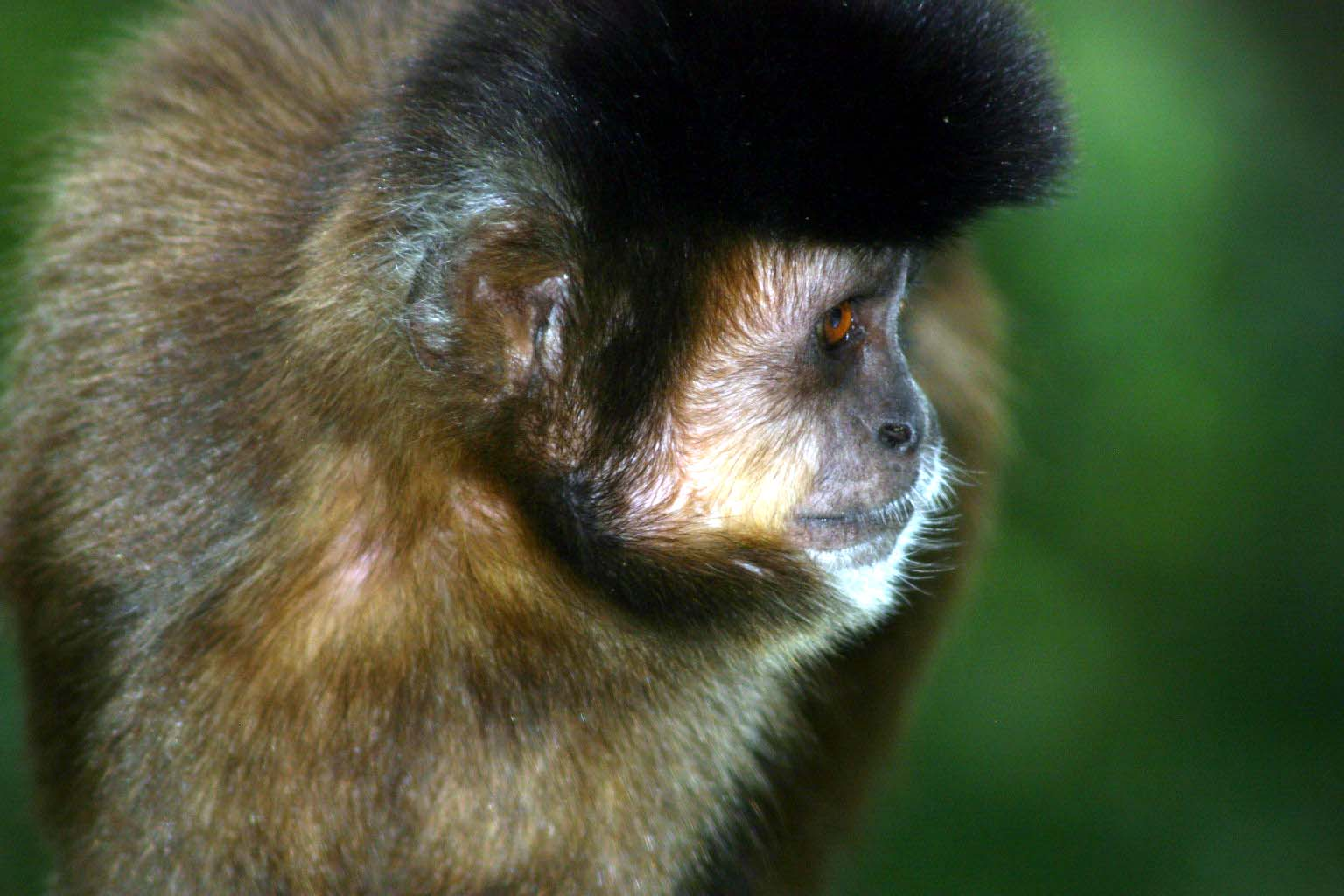
검은머리카푸친의 수컷
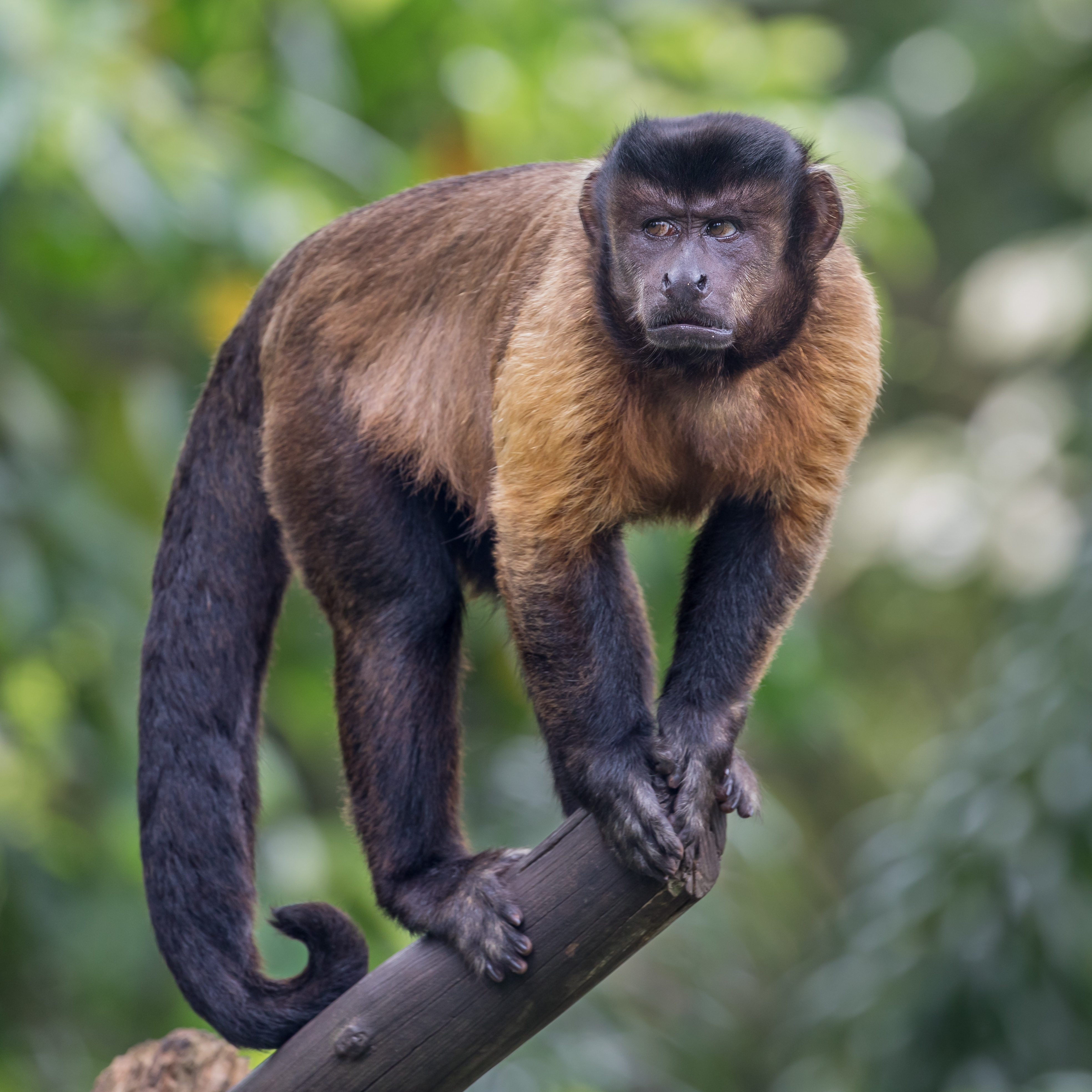